# 布勒塞
布勒塞（法語：Brecé，法語發音：[bʁəse]）是法国马耶讷省的一个市镇，属于马耶讷区。

## 地理
布勒塞（48°23'53"N, 0°47'21"W）面积35.27 平方千米，位于法国卢瓦尔河地区大区马耶讷省，该省份为法国西北部内陆省份，北起芒什省和奧恩省，西接伊勒-维莱讷省，南至曼恩-卢瓦尔省，东临萨尔特省。
与布勒塞接壤的市镇（或旧市镇、城区）包括：科尔蒙河畔沙蒂永、科隆比耶迪普莱西、库埃姆-沃塞、戈龙、勒帕、圣但尼德加斯蒂讷、科尔蒙河畔圣马尔。

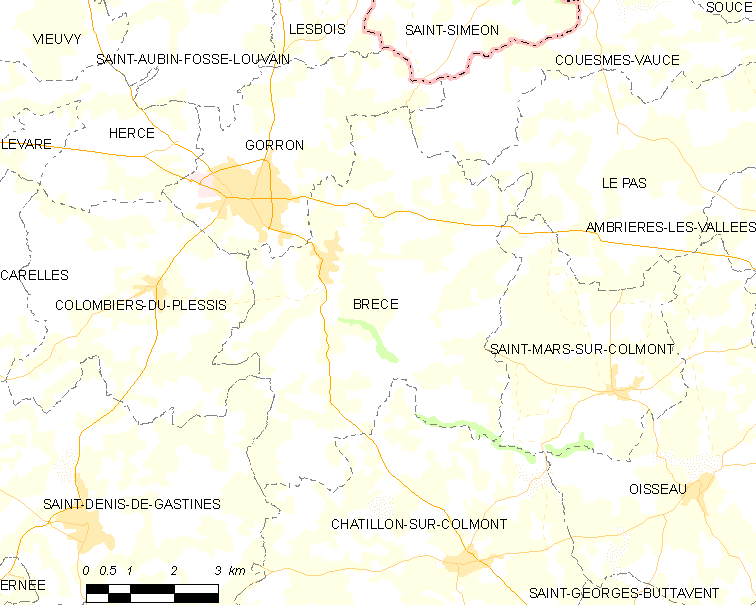
布勒塞的OSM定位图

布勒塞的时区为UTC+01:00、UTC+02:00（夏令时）。

## 行政
布勒塞的邮政编码为53120，INSEE市镇编码为53042。

## 政治
布勒塞所属的省级选区为戈龙县。

## 人口

1962-2008年间布勒塞人口变化图示

布勒塞于2022年1月1日时的人口数量为833人。